# Platja de Fontaniecha
La platja de Fontaniecha està en el concejo de Valdés, en l'occident del Principat d'Astúries (Espanya) i pertany al poble de Cadavéu. Forma part de la Costa Occidental d'Astúries, en el tram que s'emmarca en el conegut Paisatge Protegit de la Costa Occidental d'Astúries

## Descripció
Té forma lineal amb una longitud aproximada d'uns 150 m i una amplària mitjana de 30 m. El jaç està format per sorres fosques de grandària mitjana barrejat amb palets. L'ocupació i urbanització són escasses a pesar que els seus accessos són fàcils, per als vianants i inferiors a uns 500 m.
Per accedir a la platja cal arribar a Cadavéu i anar fins a l'església i per la dreta d'ella surt un camí que acaba en un creuer de pedra. Després de superar-la cal prendre la primera desviació a la dreta, que és la carretera que envolta a Cadavéu per la costa. D'aquesta carretera surten diverses desviacions i prenent la primera s'arriba a una caseta de color vermell i darrere d'ella està l'accés a la part occidental de la platja. Si es pren la segona desviació s'arriba a la part oriental i si, per fi, es pren la tercera, després de passar la depuradora, es troba el lloc idoni per prendre les millors fotografies de la platja.
No resulta aconsellable baixar a la platja, ja que cal descendir uns 75 m per un penya-segat molt vertical i complicat. La platja no té cap servei i pels quals s'atreveixen a baixar, l'única activitat recomanada és la pesca esportiva a canya.